# Wolves of the Street
Pour plus de détails, voir Fiche technique et Distribution.
Wolves of the Street est un film muet américain réalisé par Otis Thayer et sorti en 1920.

## Fiche technique
- Titre : Wolves of the Street
- Réalisation : Otis Thayer
- Scénario : Tom Gibson, d'après son histoire
- Producteur :
- Société de production : Art-O-Graph Film Company
- Société de distribution : Arrow Film Corporation
- Pays de production :  États-Unis
- Langue : film muet avec les intertitres en anglais
- Métrage 1 800 mètres
- Format : Noir et blanc — 35 mm — 1,33:1 — Muet
- Genre : Film dramatique
- Durée : 60 minutes
- Date de sortie : 
  - États-Unis : 1er février 1920

## Distribution
- Edmund Cobb : James Trevlyn/Denver Devers
- Vida Johnson : Eleanor Fernwood